# Swesda
Swesda (russisch Звезда „Stern“) oder DOS-8 (ДОС [Долговременная орбитальная станция] DOS [Dolgowremennaja orbitalnaja stanzija] „Langzeit-Orbital-Station“) ist das russische Wohn- und Navigationsmodul der Internationalen Raumstation (ISS), gebaut von RKK Energija. Das Modul war ursprünglich jedoch für die Mir und die Mir-2 vorgesehen. Der Start erfolgte am 12. Juli 2000 mit einer Proton-K-Trägerrakete vom Kosmodrom Baikonur. Danach steuerte Swesda als drittes Modul mit seinen eigenen Triebwerken zum bereits im Orbit befindlichen Sarja-Unity-Verbund.

## Beschreibung
Swesda ist etwa 13,1 Meter lang, hat einen maximalen Durchmesser von 4,15 Meter, eine Masse von knapp 19,1 Tonnen und ist eine modifizierte Version des Basismoduls der Raumstation Mir.
Swesda besteht aus drei Abteilen. Nach dem kugelförmigen Übergangsteil folgt der zylindrische Hauptteil und ein ebenfalls zylindrischer, hermetisch verschließbarer Heckabschnitt, der als Ausstiegsschleuse und Stauraum dient. Im Mittelteil befinden sich Steuereinrichtungen, Lebenserhaltung, Toilette und Duschmöglichkeit, die Küche, Trainingsgeräte und zwei Schlafkabinen.
Das Modul verfügt über vier Kopplungsaggregate, drei passive vom Typ „SSWP-M 8000“ am kugelförmigen Übergangsteil am Bug und ein passives vom Typ „SSWP G4000“ am Heck. Dort befinden sich auch Anschlüsse und Pumpen, die angelieferten Treibstoff zu den Tanks des Moduls Sarja weiterleiten. Unbemannte Transporter (Progress, ehemals ATV), welche sämtlich über aktive Kopplungsaggregate vom Typ „SSWP G4000“ verfügen, legen hier an. Es können aber auch bemannte Raumfahrzeuge vom Typ Sojus andocken. Unterstützt werden derartige Manöver vom automatischen Annäherungskontrollsystem Kurs und dem manuellen System TORU. Vom TORU-Arbeitsplatz in Swesda können Frachtraumschiffe manuell ferngesteuert werden. Erstmals praktiziert wurde dies während der ISS-Expedition 1 am 18. November 2001 mit Progress M1-4, nachdem automatisches Koppeln nicht funktioniert hatte. Swesda verfügt auch über Positionslichter.
Swesda selbst verfügt über zwei Solarzellenflächen mit einer mittleren elektrischen Leistung von ca. fünf Kilowatt und ist mit einem in Deutschland entwickelten intelligenten Datenmanagementsystem ausgerüstet.

## Swesda als Teil der ISS
Mit dem Kopfteil wurde Swesda mit dem bereits seit November 1998 im Weltraum befindlichen Modul Sarja verbunden. Bei der Kopplung am 26. Juli übernahm in der Endphase Sarja die aktive Rolle. Swesda bildet in Flugrichtung gesehen das Heck der Raumstation und kann mit seinen Triebwerken auch sogenannte Reboost-Manöver durchführen um die Bahn der ISS anzuheben oder Ausweichmanöver für Weltraumschrott zu fliegen. Meist erfolgt dies jedoch durch an die ISS angekoppelte Raumtransporter bzw. Raumschiffe um die Triebwerke und Treibstoffvorräte der ISS zu schonen.
Am 8. Juni 2001 wurde im Zuge der ISS-Expedition 2 ein „interner Weltraumspaziergang“ an Swesda durchgeführt. Dabei wurde die vordere Sektion des Moduls mit den beiden Raumfahrern Juri Ussatschow und James Voss in ihren Raumanzügen vom Rest der Station abgeschottet und zum Weltraum hin geöffnet. Die Raumfahrer demontierten von innen die (untere) Nadir-Lukenabdeckung und ersetzten sie durch einen Andockstutzen mit Konus für das Kurs-Andocksystem. Es war der erste ISS-Weltraumspaziergang, der ohne Anwesenheit des Space Shuttles durchgeführt wurde. Außerdem handelte es sich mit nur 19 Minuten um einen der kürzesten Weltraumspaziergänge.
An den beiden anderen Stutzen sollten nach ursprünglicher Planung „oben“ ein Energieversorgungsmodul (NEM) mit einem Gittermast, acht Solarzellenflächen (etwa 20 Kilowatt Leistung) sowie einem Manipulator und „unten“ ein universelles Docking- und Lagermodul (UDM) ankoppeln, in dem sich zusätzliche Einrichtungen zur Lebenserhaltung befinden sollten. 2001 wurde sowohl das Energieversorgungsmodul wie auch das UDM gestrichen und die Anzahl der geplanten Solarzellenflächen halbiert. Das NEM-Modul wurde schließlich doch gebaut und erhielt den Namen Rasswet. Es wurde mit der Shuttlemission STS-132 2010 zur Station gebracht und am nadirseitigen Stutzen des Sarja-Moduls angedockt. An dem oberen (zenitseitigen) Kopplungsstutzen von Swesda befindet sich ein zweites Kopplungsmodul Poisk, welches 2009 andockte. Zurzeit wird der „untere“ Stutzen vom ersten Kopplungsmodul Pirs (Docking Compartment 1) belegt, das sowohl zum Andocken von ankommenden Schiffen dient als auch die Funktion einer Druckschleuse erfüllt. 2021[veraltet] wurde Pirs durch ein größeres russisches Forschungsmodul mit der Bezeichnung Nauka ersetzt.
2002 wurden mit der Space-Shuttle-Mission STS-111 Schutzabdeckungen angeliefert, die am 16. August 2002 während eines Ausstiegs auf dem Modul angebracht wurden. Am 26. August wurde wieder außen gearbeitet. So wurden u. a. Materialproben der JAXA durch Waleri Korsun und Sergei Treschtschow außen an Swesda angebracht.

## Galerie

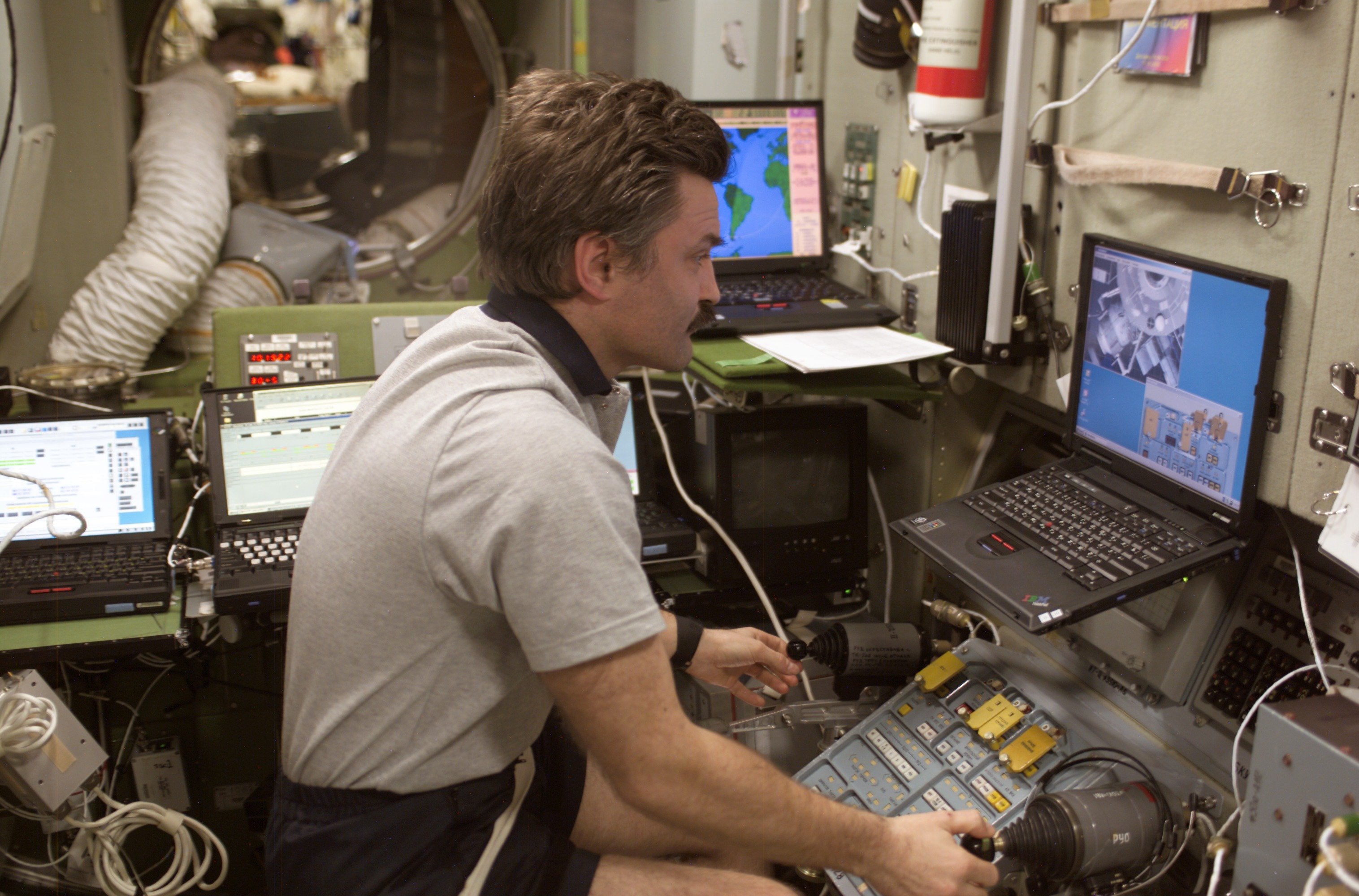
Alexander Kaleri am TORU-Fernsteuersystem im Swesda-Modul. Es wird im Falle eines Problems mit der automatischen Kopplung, zur manuellen Kopplung der Progress-Schiffe an die ISS verwendet
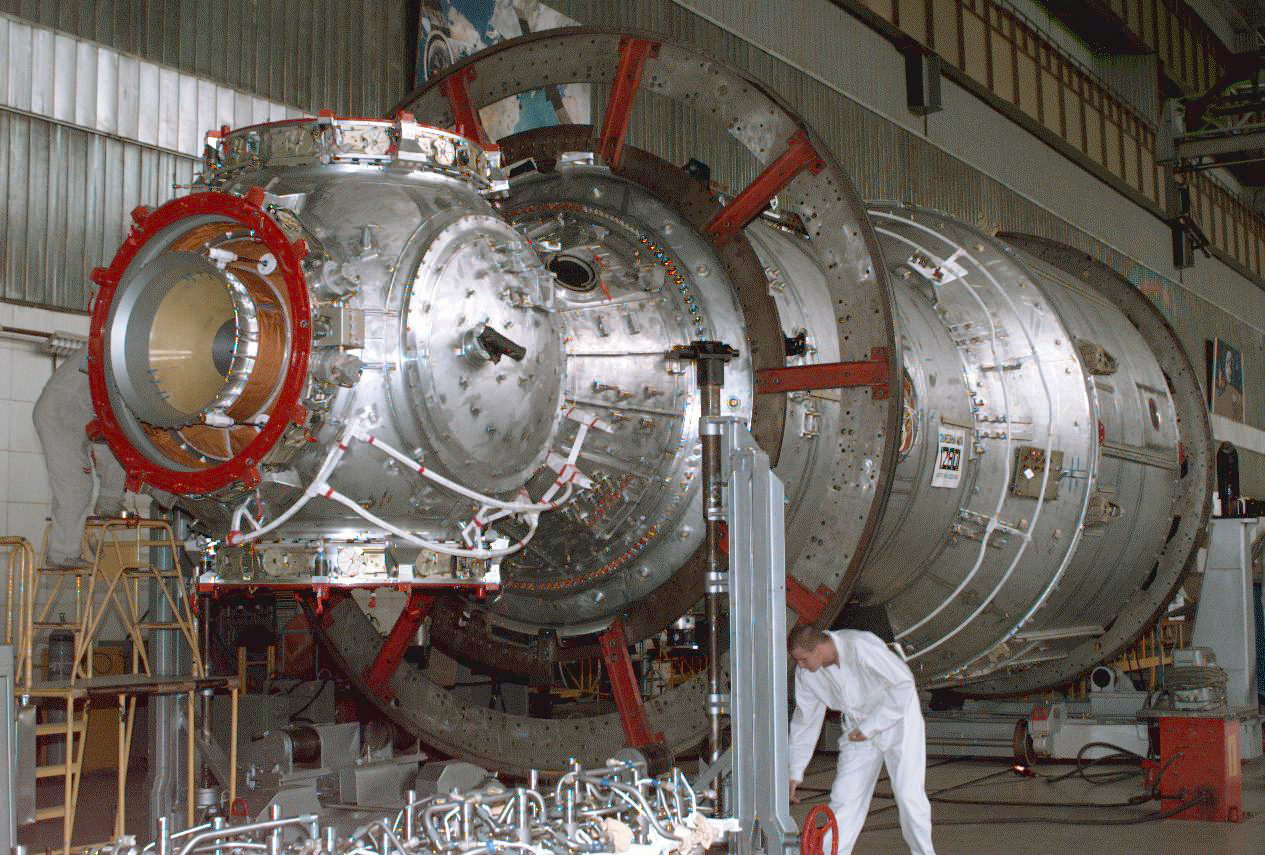
In der Herstellungsphase
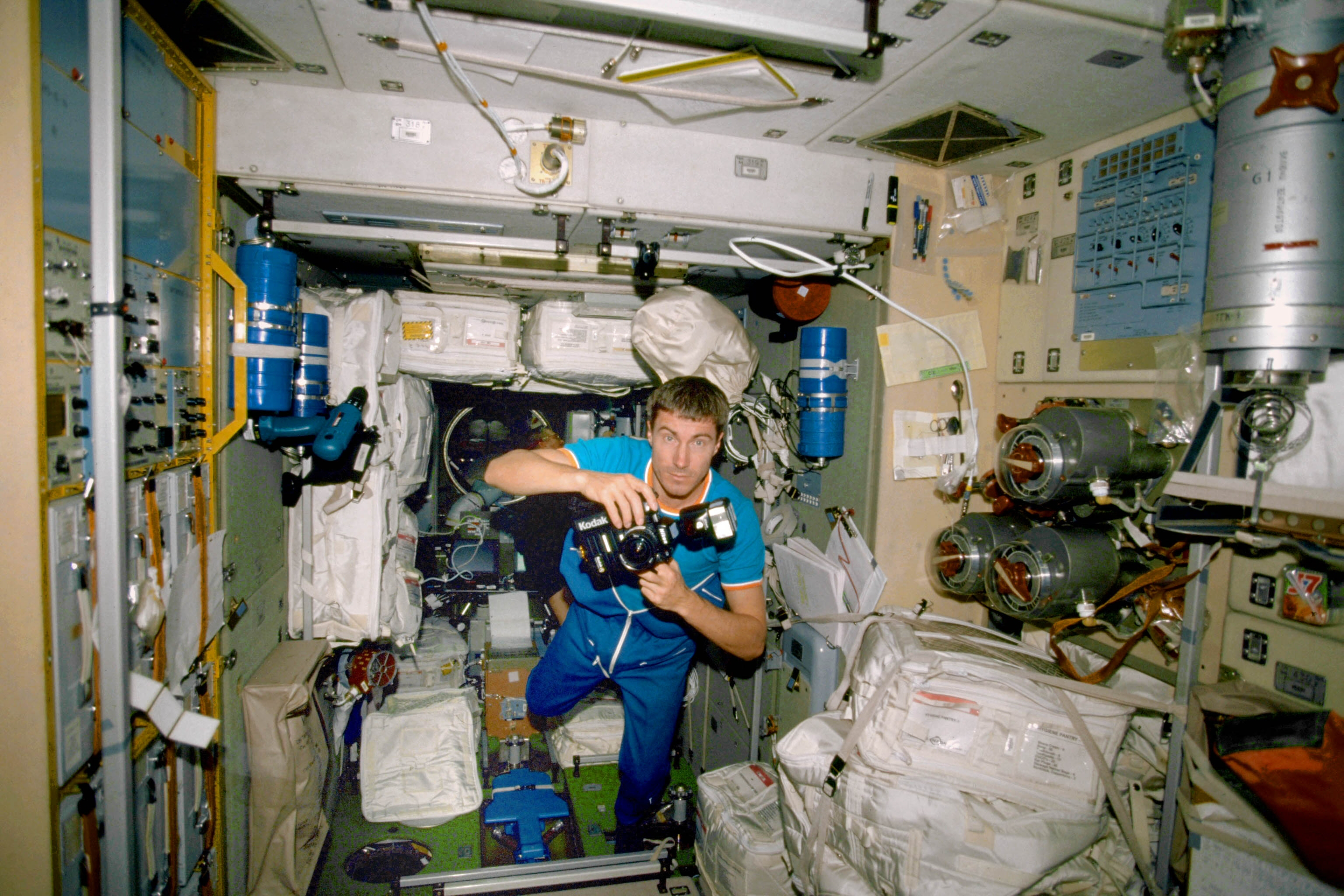
Innenansicht mit Sergei Krikaljow
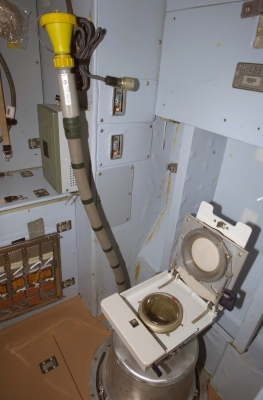
Die Bordtoilette
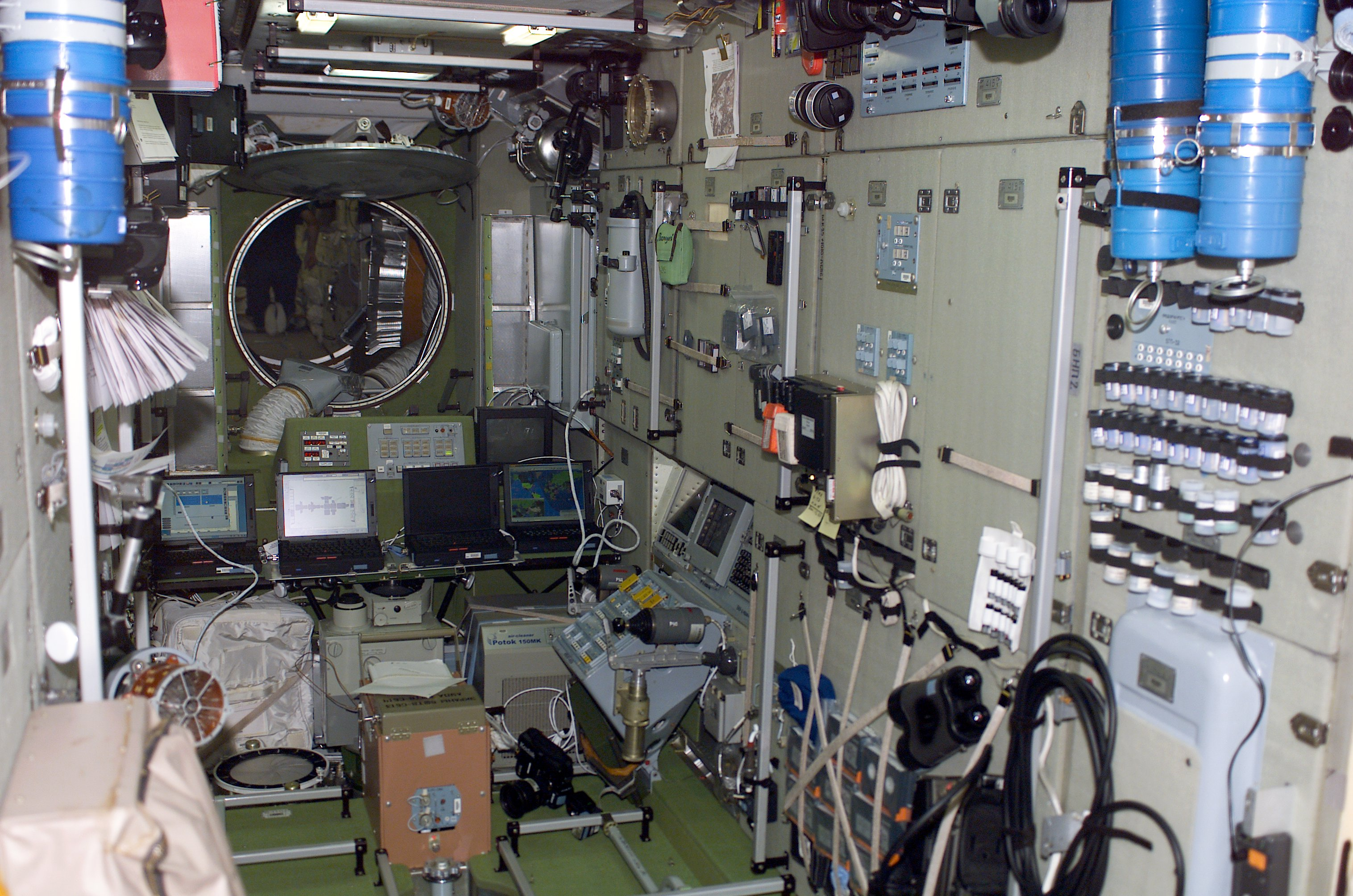
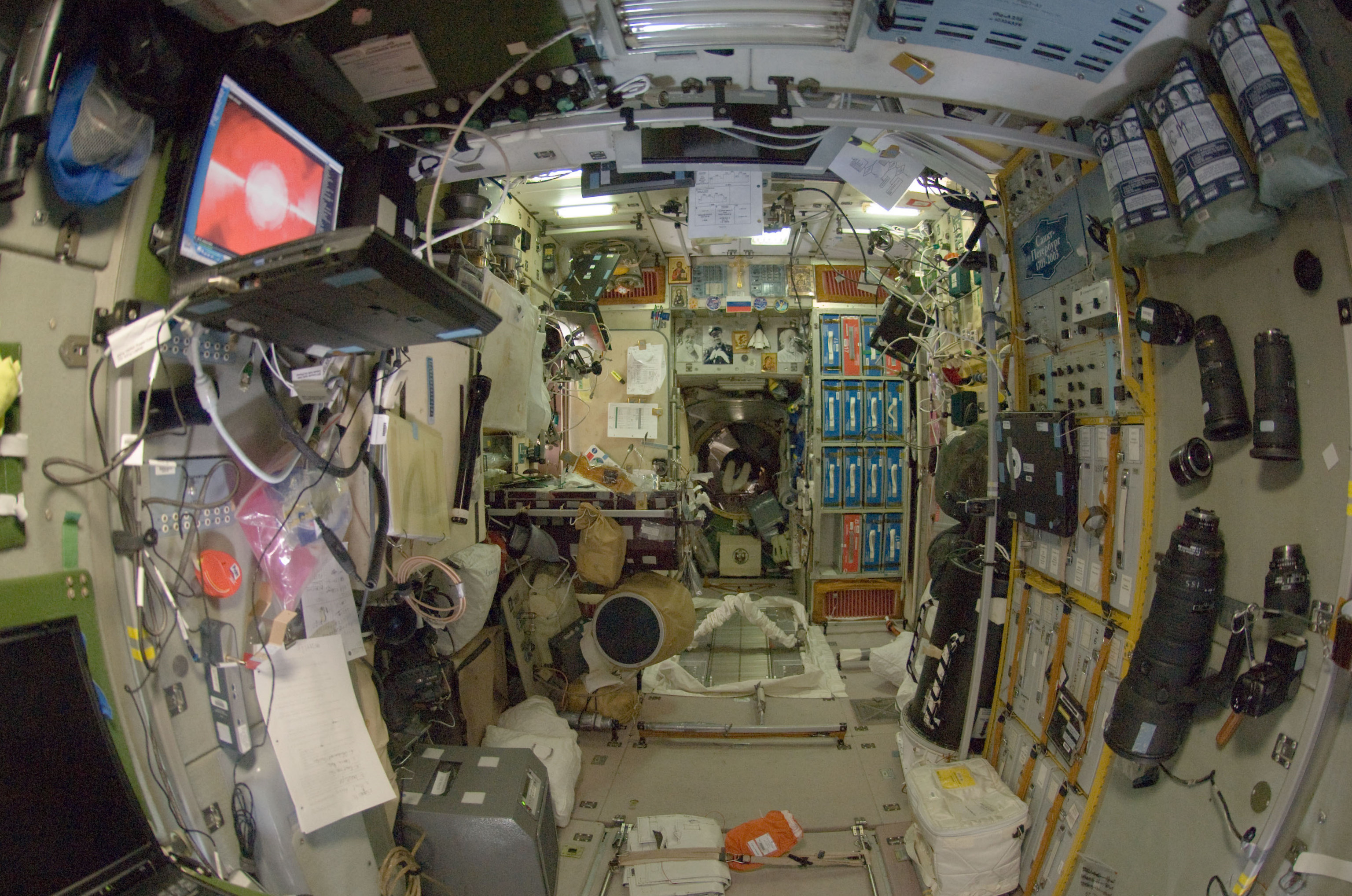
Im Bild zu sehen sind unter anderem ein Oszillimeter (Kombination aus Multimeter und Oszilloskop), eine Leuchtstofflampe und neben einem Kruzifix und Bilder von Jesus, Konstantin Tsiolkovsky und Yuri Gagarin
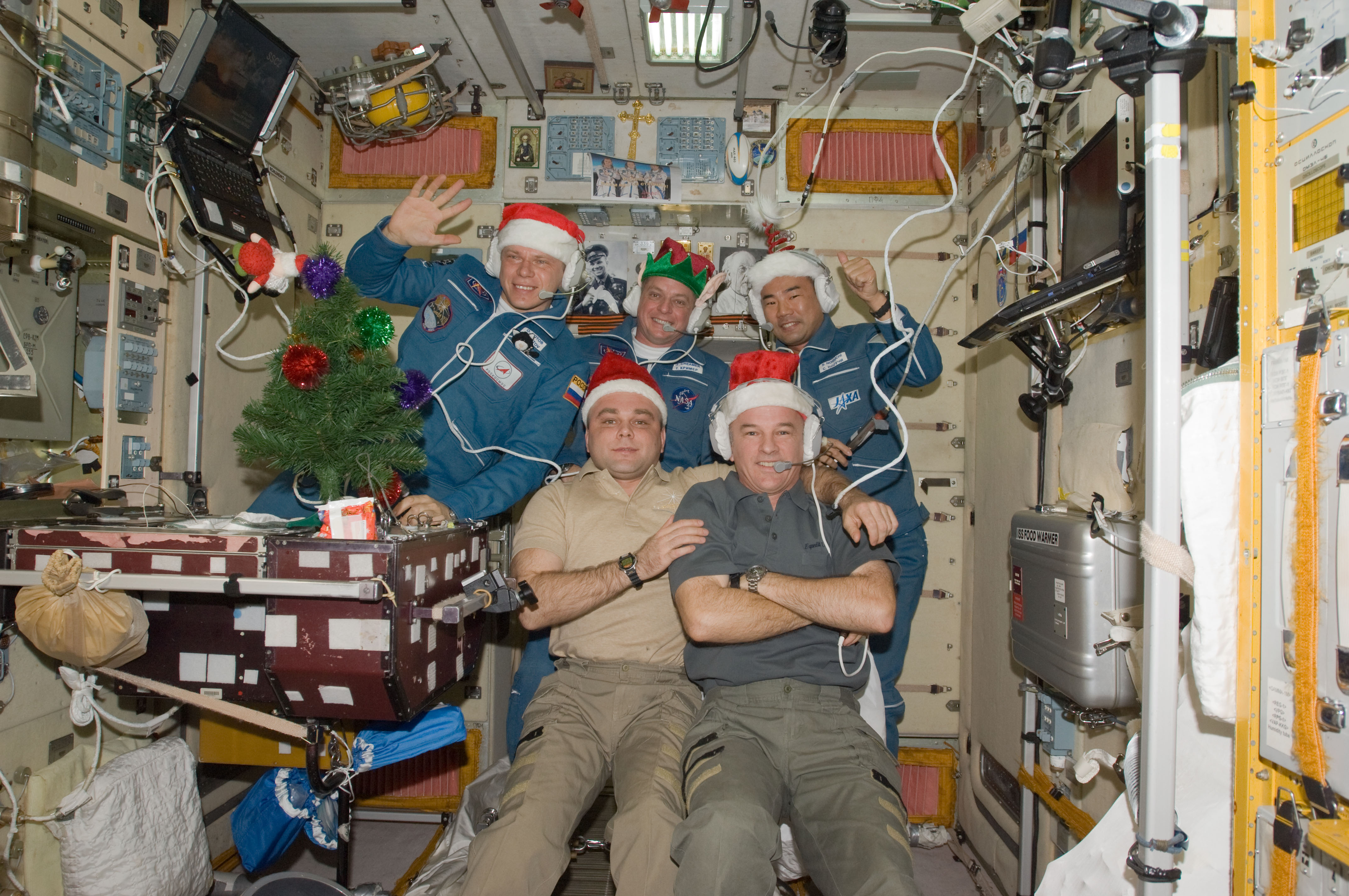
Weihnachten auf der ISS mit der Expedition 22